# استلنبوش
استلنبوش (به لاتین: Stellenbosch) یک شهرک در آفریقای جنوبی است که در منطقهٔ استلنبوش واقع شده‌است. استلنبوش ۲۱٫۵ کیلومتر مربع مساحت و ۱۵۵٬۷۳۳ نفر جمعیت دارد و ۱۳۶ متر بالاتر از سطح دریا واقع شده‌است.